# Gavro Grünhut
Gavro Grünhut (Gruenhut) (Senj, 1849. – Beč, 1906.) je bio hrvatski pravaški tipograf, nakladnik, publicist i agitator.
Pripada skupini manje poznatih, ali za pravašku stvar vrlo zaslužnih pojedinaca, koji su do prerastanja stranke u hrvatski nacionalni pokret širili politiku propagandu. Bio je vrlo djelotvoran agitator.

## Životopis
Rodio se je u Senju 1849. u obitelji siromašnog trgovca sitničara. Mati mu je bila iz obitelji Lenac. Kad su im roditelji umrli, za školovanje Gavre i brata mu Matije skrbio se senjski biskup Mirko Ožegović. Matija je pošao svećeničkim putem, a Gavro je pošao izučiti slagarski zanat kod Abela Lukšića, poznatog tiskara u Karlovcu. 1866. godine zaposlio se je u Gajevoj tiskari u Zagrebu. Poslije je radio i u Beču, gdje je bio slagar kod glasila Narodne stranke Novi pozor, a kad je taj list ugašen u Sisku kada je počeo kao obnovljeno glasilo narodnjaka 1869. izlaziti Zatočnik, te 1870. u Zagrebu kod unionističke Sloge. Među utemeljiteljima je 
Hrvatskog tipografskog društva. Kad je boravio u Zagrebu, zainteresirao se za pravaške ideje. 
Pripadao je krugu manje poznatih ali za pravaštvo vrlo zaslužnih pojedinaca koji su svojim djelovanjem umnogome pridonijeli ne samo obnovi Stranke prava, koja je nakon Rakovičke bune 1871. zapala u višegodišnju krizu, već i širenju pravaške misli tijekom 1880-ih. 
Dok je bio nakladnikom na Sušaku, kao tiskar pravaških knjiga na Sušaku spominje se na istim knjiškim prijektima Milan Kerdić.
Početkom 1883. sa Sušaka se je preselio u Zagreb, gdje je otvorio knjižaru na Jelačićevu trgu u kojoj su se okupljali pravaški simpatizeri. S njegovim preseljenjem datiraju prelasci nekih pravaških tiskovina sa Sušaka u Zagreb.
Uređivao je listove Slobodu, kojoj je bio prvi urednik, književni časopis Hrvatsku vilu kojoj je bio i nakladnik, polumjesečni humoristično-satirični list Bič, kojem je bio vlasnik i izdavač,
Bio je iznimni govornik. Govorima koji je držao po uglednim zagrebačkim gostionicama i kavanama, ali i diljem Hrvatske, Stranci prava pribavio je birače i pristaše. Prema svjedočenju Ivana Peršića, svake su večeri August Harambašić i Grünhut obilazili ta mjesta, te bi brzo poveli razgovor o političkim prilikama u Hrvatskoj, "a potom bi uslijedili govori, zdravice, pjevanje Harambašićevih budnica i davorija i konačno bratimljenje, grljenje i tikanje"
Dolazak mračnog trodesetljeća (banovanje Khuen Héderváry) u Hrvatsku prekinuo je njegov plodni rad. Hedervaryjev je režim pritiskao pravaški tisak, a s druge strane, Grünhut nije bio snalažljiv u financijskoj strani poslovanja. To je dovelo do toga da mu se prvo ugasila njegova knjižara, a onda i njegovi listovi Hrvatska vila i Bič. Ipak, nije ga uspio politički eutanazirati. Peršić pored ostalih hrvatskih oporbenjaka ističe i ulogu Gavre Grünhuta u dizanju zagrebačkih građana i u nemirima po Hrvatskoj kolovoza i rujna 1883. godine. Uloga mu nije baš najjasnija, ali se može reći da je bio u svezi s narodnim pokretom, posebice na području bivše Banske krajine.
Malo nakon izbora 1887. razišao se sa Strankom prava, nakon čega je otišao u Beč, gdje je umro 1906. godine.
1888. su njegovu tiskaru kupili Stjepan Kugli i Albert Deutsch.
Mađarski povjesničar Lászlo Katus u svojoj raspravi o narodnom pokretu 1883. zaključio je da je Gavro Grünhut bio socijalist i da je imao bio bitan u organizaciji zagrebačkih radničkih kružoka. Hrvatski povjesničar Dragutin Pavličević to pobija. Katus je tvrdio i da je Grünhut autor tajnog plana ustanka u Hrvatskoj, ali nije naveo izvore koji upućuju na Grünhuta kao autora. Taj projekta-plana narodnog ustanka u Hrvatskoj sačuvan je u budimpeštanskom arhivu, a bio je iz Bosne upućen Iliji Guteši, zagrebačkom trgovcu i aktivistu iz vremena bosansko-hercegovačkog ustanka. Rečeni i slični planovi koje je Katus naveo bili su politički naivni, nedorečeni i nedovršeni, a kako Pavličević upozorava, usprkos provedenoj istrazi nikada se nije našlo idejne tvorce tih planova.